# Felix Landau
Felix Landau, född 21 maj 1910 i Wien, död 20 april 1983, var en tysk SS-Hauptscharführer. Under andra världskriget var han medlem av ett Einsatzkommando som deltog i förintelsen av de galiziska judarna. Landau var för en tid den judiske konstnären Bruno Schulz beskyddare, då han beundrade Schulz teckningar.

## Biografi
Landau förde dagbok och den vittnar om hans gärningar. Tankar om hustrun Gertrude samsas med beskrivningar av hur han bevittnat tyska piloter som fått öronen avskurna och ögonen utstuckna. Han redogör för hur ukrainare hade mördat judar och lämnat dem liggande överallt. Landau skildrar hur hans insatskommando tidigt på morgonen arkebuserade polska intellektuella för att på eftermiddagen skjuta ihjäl hundratals polacker och judar. Vid ett tillfälle massakrerades omkring 4 000 judar i Lwów.
År 1942 fick Landau upp ögonen för den judiske konstnären Bruno Schulz och blev dennes beskyddare i utbyte mot att Schulz utförde muralmålningar i Landaus residens i Drohobytsj. Schulz målade scener ur Bröderna Grimms sagor i Landaus sons sovrum.
I november 1942 sköt Landau vid en massarkebusering ihjäl tandläkaren Löw, som beskyddades av en av Landaus kollegor, SS-Scharführer Karl Günther. Denne hämnades då med att döda Schulz. Därefter skall Günther ha sagt till Landau: ”Du dödade min jude – jag dödade din”.

### Efter andra världskriget
År 1946 blev Landau igenkänd i Linz och greps av amerikanska myndigheter. Landau rymde dock från ett interneringsläger och gick under jorden. Under namnet Rudolf Jaschke grundade han en interiördekorationsfirma i Bayern. Han greps på nytt och ställdes 1961 inför rätta för sin inblandning i massakrerna i Galizien. I mars året därpå dömdes han till två livstidsdomar; han benådades dock 1973.